# Georg Brandt
Georg Brandt (Riddarhyttan, 21 luglio 1694 – Stoccolma, 29 aprile 1768) è stato un chimico e mineralogista svedese noto per aver scoperto il cobalto, divenendo la prima persona ad aver scoperto un metallo in età moderna.

## Biografia
Brandt nacque in una località del comune di Skinnskatteberg ricca di miniere di ferro da Jurgen Brandt e Katarina Ysing; il padre era proprietario di una miniera e farmacista. Professore all'università di Uppsala, nel 1727 Brandt fu nominato direttore del laboratorio chimico del Consiglio delle Miniere di Stoccolma, e tre anni più tardi divenne conservatore della Zecca Reale.
Fu uno dei primi chimici a rinnegare completamente l'alchimia. Scoprì, e denominò, il cobalto attorno al 1730, dimostrando che il nuovo metallo era responsabile della colorazione blu nel vetro, fenomeno in precedenza attribuito al bismuto. Eseguì ricerche sull'arsenico, l'antimonio, il bismuto, il mercurio e lo zinco. Le sue scoperte sulla composizione e la solubilità dei composti dell'arsenico furono pubblicate nel 1733; i suoi lavori sui metodi di produzione degli acidi cloridrico, nitrico e solforico furono pubblicati fra il 1741 e il 1743. Dedicò gli ultimi anni della sua vita a dimostrare che i processi alchemici per la produzione dell'oro erano fraudolenti.